# ليوناردو ميدينا
ليوناردو ميدينا (بالإسبانية: Leonardo Medina) (30 مايو 1977 بمونتفيدو في الأوروغواي - ) هو لاعب كرة قدم أوروغواني في مركز الهجوم. لعب مع أوداكس إيتاليانو ورامبلا جونيورز وسيينسيانو وميرامار ميشنس ونادي تشياباس ونادي ليفربول وهوراكان ونادي رينتيستاس وديبورتيفو كولونيا وأورينتي بيتروليرو وإنستيتوسيون أتلتيكا سود أمريكا ‏ وريال قرطاجنة وديبورتيفو بيريرا ونادي سيرو.

## وصلات خارجية
- ليوناردو ميدينا على موقع إي إس بي إن إف سي (الإنجليزية)
- ليوناردو ميدينا على موقع قاعدة بيانات كرة القدم.إي يو (الإنجليزية)
- ليوناردو ميدينا على موقع Soccerway.com (الإنجليزية)